# أحمد محمد الكحلاني
أحمد محمد يحيى الكحلاني سياسي وبرلماني يمني، عين «وزير دولة» في حكومة خالد بحاح بتاريخ 7 نوفمبر 2014  وظل في منصبه حتى قدمت حكومة خالد بحاح استقالتها في 22 يناير 2015، بعد انقلاب اليمن 2014 الذي قام به الحوثيون.